# نایکی اوردم
نایکی اوردم (به انگلیسی: Nike Ordem) یک برند از توپ‌های فوتبال است که توسط شرکت نایکی طراحی شده‌است. این توپ شامل ۱۲ پنل در یک سیستم پوششی سه لایه، با الگوهای سنتی وصله شش ضلعی و پنج ضلعی، به مانند طراحی کلاسیک آدیداس در سال ۱۹۷۰ تلستار است.

## نمای کلی

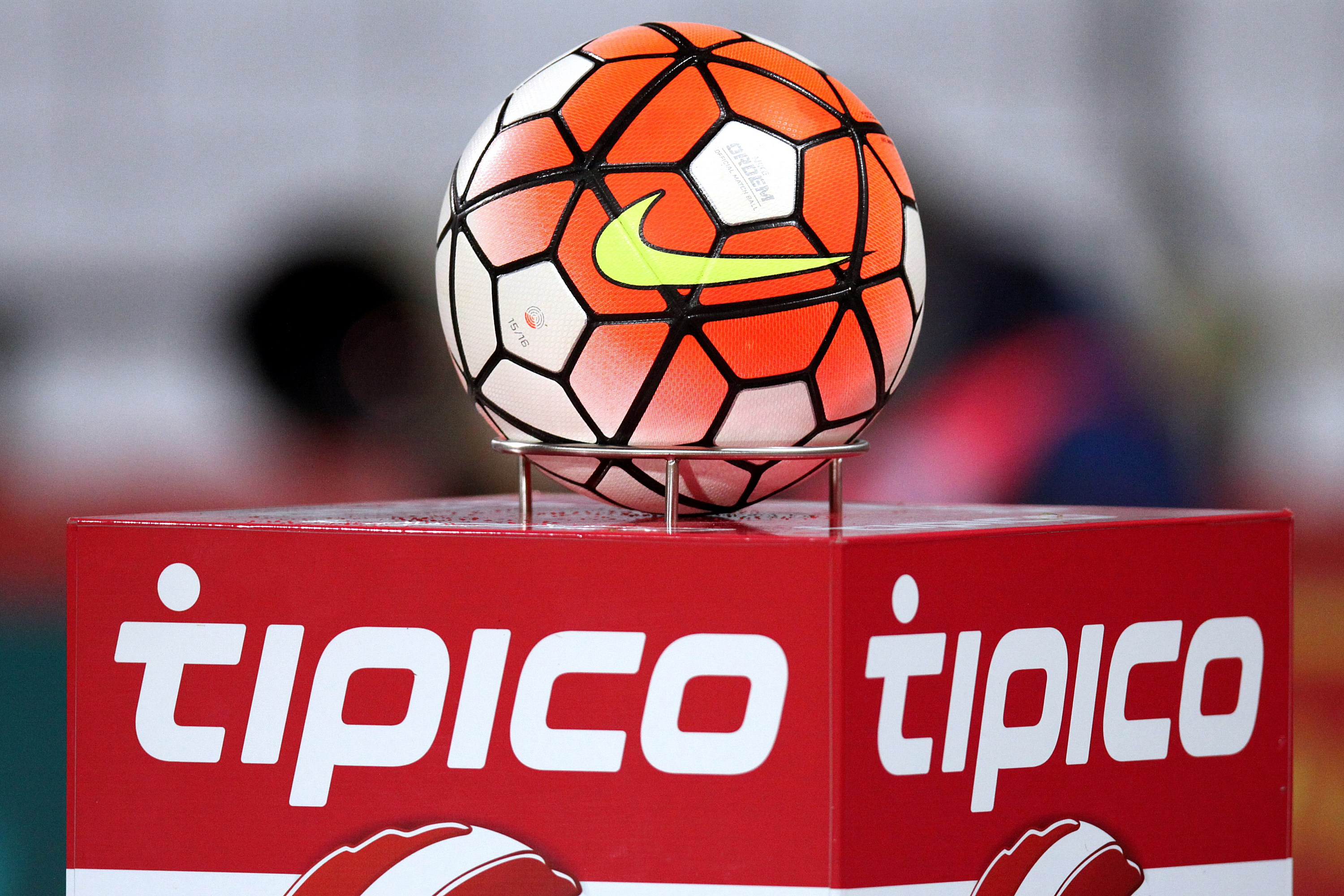
نایکی اوردم توپ رسمی مسابقات لیگ جزیره فصل ۱۶–۲۰۱۵

اوردم که در سال ۲۰۱۴ منتشر شد، اولین توپ فوتبال نایکی است که به جای دوخته شدن، پنل‌های با هم پیوند خورده دارد. ادعا می‌شود که گردتر است و بدون در نظر گرفتن جایی که ضربه می‌خورد یکنواخت تر عمل می‌کند، و تقریباً ضد آب است. یکی دیگر از تغییرات معرفی شده توسط اوردم، نقاشی تزئینی آن بود که به نام «تصمیم و پاسخ سریع رادار» نام‌گذاری شده‌بود تا توپ در طول بازی برای بازیکنان بیشتر قابل مشاهده باشد.
تغییرات مختلف طراحی برای رقابت‌های مختلف از جمله لیگ جزیره (از سال ۲۰۱۵)، سری آ، لا لیگا، سری آ برزیل، لیگ ملی فوتبال زنان، جام ملت‌های آسیا ۲۰۱۵، کوپا لیبرتادورس ۲۰۱۵، کوپا آمریکا ۲۰۱۵ (نایکی کاچانیا) و کوپا آمریکای قرن (نایکی اوردم سینتو) تولید شده‌است.

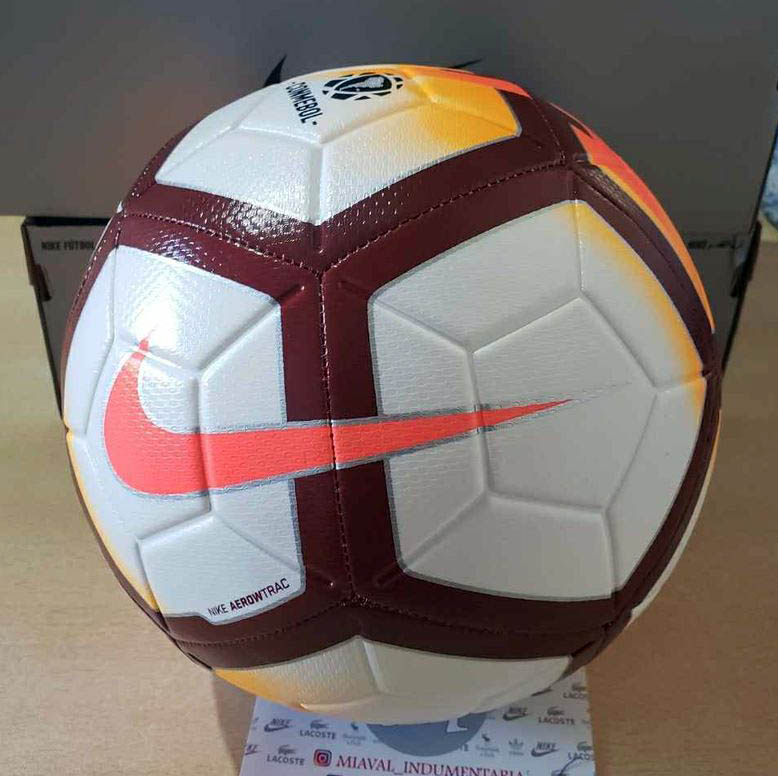
یک نسخه از نایکی اوردم